# Monumento a Collyer
El Monumento a Collyer (en inglés, Collyer Monument) es un monumento histórico a los bomberos en Mineral Spring Park, en la esquina de Mineral Spring Avenue y Main Street, en Pawtucket, en el estado de Rhode Island  (Estados Unidos). Fue construido en 1890 por el escultor Charles Parker Dowler en honor a Samuel Smith Collyer, un jefe de bomberos de Pawtucket caído. La escultura de bronce de tamaño natural se encuentra sobre un pedestal de granito de Westerly, que tiene una placa de bronce que representa el accidente fatal, mientras que el reverso tiene una inscripción. El monumento representa un ejemplo significativo de trabajo monumental de la época y un ejemplo temprano de orgullo cívico local. Se agregó al Registro Nacional de Lugares Históricos en 1983.

## Samuel collyer
Samuel Smith Collyer nació el 3 de mayo de 1832 en Pawtucket. Tras terminar sus estudios, se empleó en la oficina de correos de Pawtucket y en una tienda. Se convirtió en maquinista y trabajó durante 7 años antes de convertirse en socio de su tío, Nathan S. Collyer. Cuando este murió en 1877, el negocio pasó a su esposa y tras su muerte en 1879 a Samuel Collyer. Este mantendría el control del negocio hasta su muerte y formaría parte de la junta de comisionados de agua a cargo del desarrollo de Pawtucket Water Works. También desempeñó un papel activo en la administración local como miembro del Ayuntamiento de North Providence, sirviendo como su presidente durante tres años. Desde 1848 hasta su muerte, Collyer estuvo conectado con los departamentos de bomberos de North Providence y Pawtucket, ascendiendo al rango de Ingeniero Jefe en 1874. En 1851 se casó con Ellen Whipple y más tarde tendrían una hija, Mary Collyer.
El accidente que le quitaría la vida se produjo en julio de 1884. Mientras respondía a una alarma de incendio, el carro de manguera n.º 1, en el que viajaba se estrelló contra un poste de piedra vertical en la esquina de Mineral Spring y Lonsdale Avenue. Los seis bomberos sufrieron heridas y las de Collyer fueron letales. Tuvo un pulmón perforado y costillas rotas, y agonizó casi tres semanas. Los relatos contemporáneos afirman que el servicio funerario y la procesión fueron los más elaborados de la historia de la ciudad. La casa de Collyer, conocida como Potter-Collyer House, se incluyó en el Registro Nacional de Lugares Históricos en 1983.

## Diseño

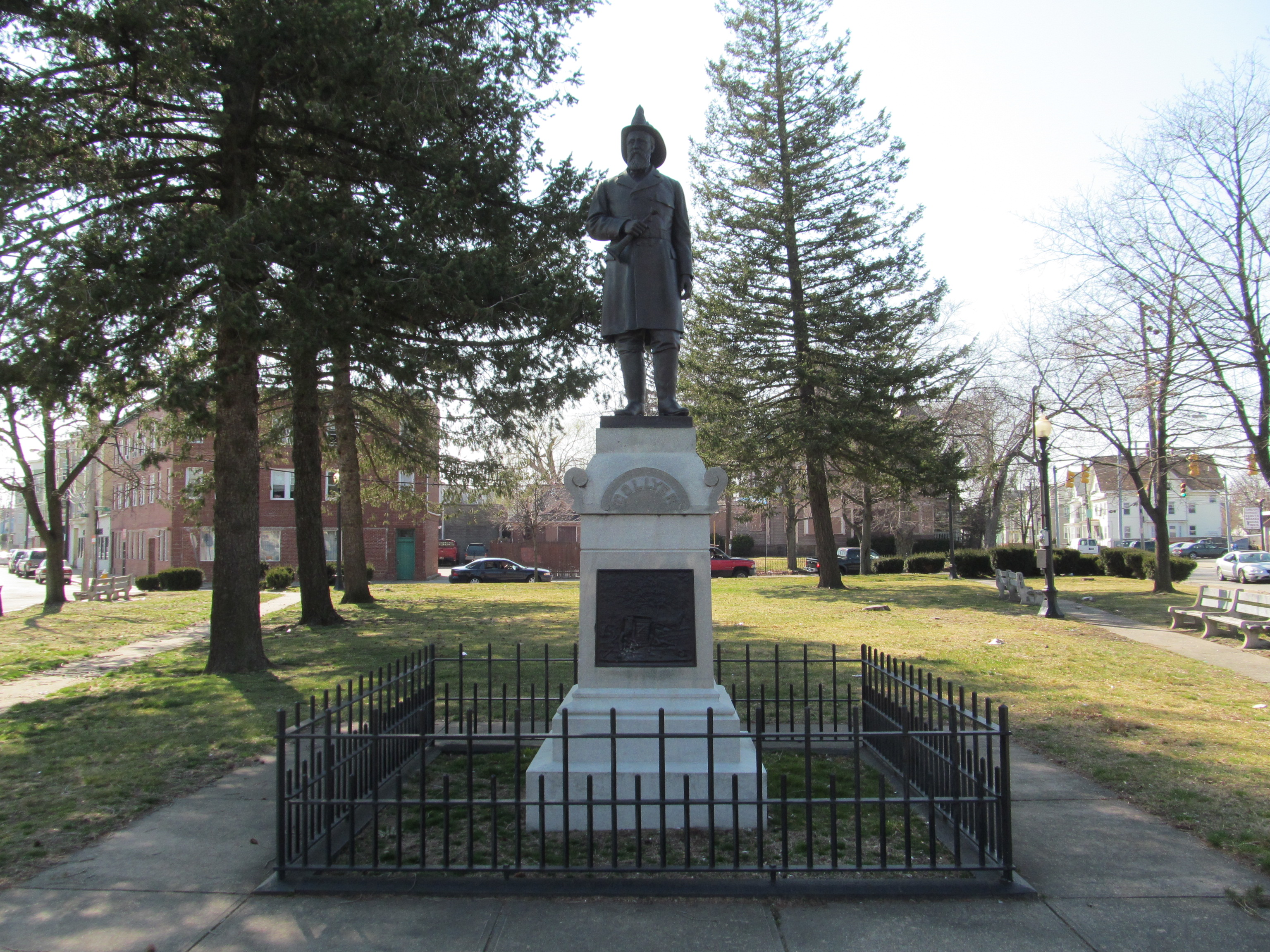
Monumento completo con vallado, 2012

El Monumento a Collyer fue erigido en 1890 por los ciudadanos de Pawtucket por un costo de 2500 dólares. El destacado escultor Charles Dowler recibió el encargo de producir un bronce de tamaño natural de Collyer. Dowler escultura mide 2,1 m de altura y 1,4 m de ancho y representa a Collyer con uniforme completo de bombero con una trompeta en la mano. La base mide 1,4 m de ancho y 2,4 m de alto y hecho de granito Westerly de Westerly, Rhode Island. Una placa de bronce representa la escena del accidente que le costó la vida y su nombre está inscrito en un arco en la parte superior de la base de la estatua. La valla metálica que encierra la estatua fue diseñada como parte del monumento. En el reverso, la base de granito contiene la inscripción que conmemora a Collyer, quien murió en el cumplimiento del deber. La inscripción dice: Erigido a la memoria / De / Samuel S. Collyer / Quien murió el 27 de julio de 1884 / Mientras estaba en el cargo / De su deber como / Ingeniero jefe del / Departamento de bomberos de Pawtucket / Nacido el 3 de mayo de 1832.

## Significado
El Monumento a Collyer es históricamente significativo como un ejemplo del "enfoque representativo y estáticamente monumental favorecido por la mayoría de los escultores estadounidenses en el último cuarto del siglo XIX". El monumento es también una de las primeras esculturas cívicas conocidas en Pawtucket y sirve como una representación del orgullo cívico y el arte al recordar a un local que sus ciudadanos tenían el mayor respeto. La dedicación de este monumento se produjo el día final de la celebración del centenario del algodón de Pawtucket en 1890 y contó con la presencia del gobernador John W. Davis. El Monumento a Collyer se agregó al Registro Nacional de Lugares Históricos en 1983.